# TSV Bayer Dormagen

Föreningens klubbmärke.

TSV Bayer Dormagen 1920 e.V. är en tysk idrottsförening från Dormagen i förbundslandet Nordrhein-Westfalen, grundad 1920. Det är den största idrottsföreningen i distriktet Rhein-Kreis Neuss.
TSV Bayer Dormagen är liksom bland annat Bayer 04 Leverkusen en klubb grundad som fabriksklubb vid Bayer AG och med Bayer AG som föreningens storsponsor. Föreningens mest kända sektion är handbollssektionen. Andra sektioner: basket, fäktning, friidrott, simning, dykning, fotboll, judo, volleyboll, gymnastik och triathlon.

## Handboll
TSV Bayer Dormagens handbollssektion bildades 1949. Fram till 1976 spelade laget såväl inomhus som med 11-mannalag utomhus. År 1987 kvalificerade laget sig för första gången till högsta ligan, Bundesliga. År 1993 spelade laget final i EHF-cupen, men förlorade mot spanska Teka Santander (med stjärnor som Mats Olsson, Talant Dujsjebajev och Michail Jakimovitj). Samma säsong tog de silver i Tyska cupen efter finalförlust mot SG Wallau-Massenheim. 1994 åkte de ut i semifinalen av Cupvinnarcupen mot franska OM Vitrolles (ledda av Jackson Richardson, Philippe Gardent och Frédéric Volle). 1998 åkte klubben ur Bundesliga och återvände inte förrän 2008.
År 2010 slutade Bayer AG att sponsra laget, vilket ledde till att laget bytte namn till DHC Rheinland (Dormagener Handball-Club Rheinland) under säsongen 2010/2011. Förlusten av Bayer AG resulterade i svåra ekonomiska problem för laget. Säsongen var ett stort fiasko och avbröts under våren 2011, då den nya huvudsponsorn försattes i konkurs i februari 2011. Laget uteslöts och tvångsflyttades ner till 2. Handball-Bundesliga. De ekonomiska problemen har sedan dess fortsatt, och man försökte sig på ett samarbete med HSG Düsseldorf men det gick inte i lås. Sedan säsongen 2012/2013 spelar laget återigen med det ursprungliga namnet TSV Bayer Dormagen. Man spelade då i tredje divisionen.

### Spelare i urval
- Henrik "Kex" Andersson (2000–2003)
- Robert "Knirr" Andersson (1992–1995)
- Marian Dumitru (1990–1992)
- Simon Ernst (2009–2014)
- Jan-Olaf Immel (2010–2011)
- Nikolaj Jacobsen (1997–1998)
- Karsten Kohlhaas (?–1996)
- Kentin Mahé (2008–2011)
- Pascal Mahé (1999–2002)
- Adrian Pfahl (2006–2008)
- Viktor Szilágyi (2000–2001)
- Andreas Thiel (1991–2001)